# Anel Ahmedhodžić
Anel Ahmedhodžić, né le 26 mars 1999 à Malmö en Suède, est un footballeur international bosnien qui évolue au poste de défenseur central au Feyenoord Rotterdam.

## Biographie

### Débuts professionnels
Né à Malmö en Suède, Anel Ahmedhodžić est formé par le club de sa ville natale, le Malmö FF. Alors qu'il fait partie des jeunes prometteurs du club, il est repéré par le club anglais de Nottingham Forest, qu'il rejoint en janvier 2016.

### Retour au Malmö FF et prêt à l'Hobro IK
Alors qu'il est en manque de temps de jeu à Nottingham Forrest et que son contrat se termine à l'été 2019, le Malmö FF tente de le rapatrier dès décembre 2018. Le 28 janvier 2019, Anel Ahmedhodžić effectue finalement son retour dans le club de ses débuts.
Le 1er juillet 2019, il est prêté au club danois de l'Hobro IK.
Après son prêt convaincant à Hobro, Ahmedhodžić effectue son retour à Malmö en janvier 2020. En avril de la même année, il prolonge son contrat avec Malmö jusqu'en 2023.

### Prêt aux Girondins de Bordeaux
Le 31 janvier 2022, il est prêté avec option d'achat aux Girondins de Bordeaux. Il joue son premier match pour Bordeaux le 6 février 2022, à l'occasion d'un match de championnat contre le Stade de Reims. Il est titularisé et son équipe s'incline lourdement par cinq buts à zéro ce jour-là.

### Sheffield United
Alors qu'il est notamment suivi par le RC Strasbourg, Anel Ahmedhodžić rejoint finalement Sheffield United. Il signe le 6 juillet 2022 un contrat courant jusqu'en juin 2026 avec le club anglais.
Il joue son premier match pour Sheffield le 6 août 2022, à l'occasion d'une rencontre de championnat face au Millwall FC. Il est titularisé et son équipe s'impose par deux buts à zéro. Ahmedhodžić inscrit son premier but pour le club le 17 août 2022, lors d'une rencontre de championnat face à l'AFC Bournemouth. Buteur de la tête sur l'ouverture du score, il est également passeur décisif sur le but de Max Lowe, et permet aux siens de l'emporter (2-1 score final).

### En sélection nationale

#### Avec la Suède
Avec les moins de 17 ans, Ahmedhodžić participe au championnat d'Europe des moins de 17 ans en 2016. Lors de cette compétition organisée en Azerbaïdjan, il joue trois matchs. La Suède s'incline en quart de finale face aux Pays-Bas.
Par la suite, avec les moins de 19 ans, il participe au championnat d'Europe des moins de 19 ans en 2017. Lors de cette compétition organisée en Géorgie, il joue trois matchs. Avec un bilan d'un nul et deux défaites, la Suède ne parvient pas à dépasser le premier tour.
Anel Ahmedhodžić honore sa première sélection avec l'équipe nationale de Suède le 9 janvier 2020, en match amical contre la Moldavie. Il est titulaire au poste de défenseur central ce jour-là, et son équipe s'impose sur le score d'un but à zéro.

#### Avec la Bosnie-Herzégovine
Anel Ahmedhodžić choisit de représenter la Bosnie-Herzégovine, n'ayant joué qu'un match amical avec la Suède ce changement est possible et devient officiel en août 2020. Il est appelé avec l'équipe de Bosnie dès le mois suivant par le sélectionneur Dušan Bajević. Il honore sa première sélection avec la Bosnie le 8 octobre 2020, lors des barrages des éliminatoires de l'Euro 2020, contre l'Irlande du Nord. Il est titularisé lors de cette rencontre où les deux équipes se neutralisent (1-1) avant que la Bosnie s'incline aux tirs au but.
Ahmedhodžić inscrit son premier but pour la Bosnie le 12 octobre 2021, contre l'Ukraine. Titulaire ce jour-là, il marque le but égalisateur de son équipe (1-1 score final).

## Palmarès
Malmö FF
- Champion de Suède (2) : 
  - 2020 et 2021

 Sheffield United
- Championship
  - Vice-champion en 2023.

### Distinctions personnelles
- Membre de l'équipe-type de Championship en 2023.